# Timothy P. Johnson
Timothy Peter Johnson, detto Tim (Canton, 28 dicembre 1946 – Sioux Falls, 8 ottobre 2024), è stato un politico statunitense, senatore per lo stato del Dakota del Sud dal 1997 al 2015 e in precedenza membro della Camera dei Rappresentanti per lo stesso stato dal 1987 al 1997.

## Biografia
Nato e cresciuto nel Dakota del Sud, Johnson si laureò in legge e successivamente lavorò come consulente politico e avvocato. Entrato in politica con il Partito Democratico, tra il 1979 e il 1986 prestò servizio nella legislatura statale del Dakota del Sud.
Nel 1986 si candidò alla Camera dei Rappresentanti e venne eletto deputato, per poi essere riconfermato per altri quattro mandati.
Nel 1996 Johnson si candidò al Senato contro il repubblicano in carica Larry Pressler e riuscì a sconfiggerlo di misura, risultando eletto.
Nel 2002 chiese un secondo mandato senatoriale e fu riconfermato sconfiggendo l'avversario John Thune con un margine di scarto pari a poco più di cinquecento voti. Nel 2008 ottenne dagli elettori un terzo mandato, al termine del quale si ritirò dal Congresso, dopo una permanenza durata ventotto anni.